# Billy Owens
Billy Eugene Owens (Carlisle, Pensilvania, 1 de mayo de 1969) es un exjugador de baloncesto estadounidense que jugó durante diez temporadas en la NBA. Con 2,06 metros de altura jugaba en la posición de Escolta.

## Trayectoria deportiva

### Universidad
Tras ganar en cuatro ocasiones consecutivas el título estatal con su high school, jugó durante 3 temporadas con los Orange Men de la Universidad de Syracuse, en las que promedió 17,9 puntos, 8,8 rebotes y 3,7 asistencias por partido.
En 1990 fue elegido para jugar con la selección de baloncesto de Estados Unidos el Campeonato Mundial de Baloncesto, ganando la medalla de bronce.

### Profesional
Fue elegido en la tercera posición del Draft de la NBA de 1991 por Sacramento Kings, pero fue inmediatamente traspasado a Golden State Warriors a cambio de Mitch Richmond, en lo que está considerado una de las mayores chapuzas del draft de la historia. En su primera temporada, tras promediar 14,3 puntos y 8 rebotes, fue elegido en el Mejor quinteto de rookies de la NBA. Jugó dos años más con los Warriors, tras los cuales inició un recorrido por media docena de equipos diferentes de la liga, jugando en Miami Heat, Sacramento Kings, Seattle Supersonics, Philadelphia 76ers, de nuevo los Warriors  y Detroit Pistons, donde se retiró en la temporada 2000-01 con 31 años.
En sus 10 temporadas en la liga promedió 11,7 puntos y 6,7 rebotes por partido.

## Estadísticas de su carrera en la NBA

### Temporada regular
| Año     | Equipo       | PJ  | PT  | MPP  | %TC  | %3P  | %TL  | RPP | APP | ROB | TPP | PPP  |
| ------- | ------------ | --- | --- | ---- | ---- | ---- | ---- | --- | --- | --- | --- | ---- |
| 1991-92 | Golden State | 80  | 77  | 31.4 | .525 | .111 | .654 | 8.0 | 2.4 | 1.1 | .8  | 14.3 |
| 1992-93 | Golden State | 37  | 37  | 32.5 | .501 | .091 | .639 | 7.1 | 3.9 | .9  | .8  | 16.5 |
| 1993-94 | Golden State | 79  | 72  | 34.7 | .507 | .200 | .610 | 8.1 | 4.1 | 1.1 | .8  | 15.0 |
| 1994-95 | Miami        | 70  | 60  | 32.8 | .491 | .091 | .620 | 7.2 | 3.5 | 1.1 | .4  | 14.3 |
| 1995-96 | Miami        | 40  | 40  | 34.7 | .505 | .000 | .633 | 7.2 | 3.4 | .8  | .6  | 14.8 |
| 1995-96 | Sacramento   | 22  | 11  | 27.0 | .420 | .417 | .643 | 5.7 | 3.2 | .9  | .7  | 9.9  |
| 1996-97 | Sacramento   | 66  | 56  | 30.2 | .467 | .347 | .697 | 5.9 | 2.8 | .9  | .4  | 11.0 |
| 1997-98 | Sacramento   | 78  | 78  | 30.1 | .464 | .371 | .589 | 7.5 | 2.8 | 1.2 | .5  | 10.5 |
| 1998-99 | Seattle      | 21  | 19  | 21.5 | .394 | .455 | .800 | 3.8 | 1.8 | .6  | .2  | 7.8  |
| 1999-00 | Philadelphia | 46  | 7   | 20.0 | .434 | .333 | .594 | 4.2 | 1.3 | .6  | .3  | 5.9  |
| 1999-00 | Golden State | 16  | 4   | 24.1 | .380 | .286 | .595 | 6.8 | 2.4 | .4  | .3  | 6.4  |
| 2000-01 | Detroit      | 45  | 14  | 17.6 | .383 | .150 | .475 | 4.6 | 1.2 | .7  | .3  | 4.4  |
| Total   | Total        | 600 | 475 | 29.4 | .481 | .291 | .629 | 6.7 | 2.8 | .9  | .5  | 11.7 |

### Playoffs
| Año   | Equipo       | PJ | PT | MPP  | %TC  | %3P  | %TL  | RPP  | APP | ROB | TPP | PPP  |
| ----- | ------------ | -- | -- | ---- | ---- | ---- | ---- | ---- | --- | --- | --- | ---- |
| 1992  | Golden State | 4  | 4  | 39.3 | .526 | –    | .630 | 8.3  | 3.3 | 2.0 | .5  | 19.3 |
| 1994  | Golden State | 3  | 3  | 42.3 | .500 | .000 | .750 | 10.0 | 4.3 | 1.3 | .7  | 19.7 |
| 1996  | Sacramento   | 4  | 4  | 32.8 | .441 | .000 | .500 | 6.5  | 3.5 | 1.0 | .3  | 8.3  |
| Total | Total        | 11 | 11 | 37.7 | .496 | .000 | .644 | 8.1  | 3.6 | 1.5 | .5  | 15.4 |